# Коулман, Джез
Джереми Коулман (более известный как Джез Коулман, англ. Jaz Coleman — род. 26 февраля 1960, Челтнем, Глостершир, Англия) — британский рок-музыкант, певец, пианист и композитор, наибольшую известность получивший как основатель, вокалист, клавишник и фронтмен пост-панк-группы Killing Joke. Коулман, музыкант широкого жанрового спектра, сотрудничал с музыкантами разных направлений (Энн Дадли из Art of Noise, скрипач Найджел Кеннеди и др.) Он аранжировал два альбома симфонической музыки, созданной по мотивам рок-классики: Symphonic Music of the Rolling Stones (The London Symphony Orchestra, 1994) и Us and Them: Symphonic Music of Pink Floyd (The London Philharmonic Orchestra, 1995). В 2000 году Коулман аранжировал и записал (при участии Найджела Кеннеди) третью работу того же цикла, Riders on the Storm: The Doors Concerto.

## Биография
Джез Коулман родился 26 февраля 1960 года в Челтнеме, Англия, в семье учителей (отец — англичанин, мать — англо-индийских корней). С шести лет он начал играть на фортепиано и скрипке, до семнадцатилетнего возраста обучался музыке в Челтнем-колледже под руководством Эрика Колриджа и был участником Addington Palace Choir. К десяти годам он успел выступить во всех основных соборах Англии и получить самую престижную для хориста награду, Saint Nicholas Award; к четырнадцати годам — получить Золотую медаль на Bath International Festival и Rex Watson Cup Челтнемском международном музыкальном фестивале.

### Killing Joke
В начале 1979 году Коулман вместе с барабанщиком Полом Фергюсоном основал группу Killing Joke, став её фронтменом и основным автором песен. Дебютировав с EP Almost Red, изданном на деньги, которые Джез занял у своей подружки, — группа подписала контракт с Island Records и создала собственный лейбл Malicious Damage , на котором вышел сингл «Wardance» (1980). Разработав собственный, оригинальный стиль (на основе панк-рока и хэви метал), группа своим творчеством оказала заметное влияние на развитие индастриал. О влиянии Killing Joke говорили участники многих известных групп, в частности, Nirvana, Ministry, Nine Inch Nails, Metallica.

### Работа вне группы
Будучи лидером Killing Joke, Джез Коулман интересовался музыкой разнообразных жанров культур народов мира. В 1987 году он прошёл курс обучения в Лейпциге (ГДР), а в 1989 году — в Каирской консерватории; результатом последней поездки явилась Songs From The Victorious City, совместная работа с Энн Дадли, в записи которой приняли участие выдающиеся инструменталисты из Каира. В конце 1989 года немецкий дирижёр Клаус Теннштедт, изучив ноты первой симфонии Коулмана «Idavoll», назвал автора «новым Малером». В 1992 году, пройдя углублённый курс изучения музыкальной композиции, Коулман принял новозеландское гражданство и стал композитором-резидентом при Оклендской филармонии.
Знакомство и начало сотрудничества с композитором-минималистом Филипом Глассом придало новый мощный импульск карьере Коулмана: он стал записываться с известными оркестрами мирового уровня (New Zealand Symphony Orchestra, London Symphony Orchestra, London Philharmonic Orchestra, Orchestra of the Royal Opera House, Auckland Philharmonia, Czech Philharmonic и др.). В общей сложности за десять лет Коулман выпустил 15 альбомов классических записей, многие из которых удостоились высочайших оценок специалистов. В их числе был Riders On The Storm : The Doors Concerto, 2000); получив одобрение участников легендарной группы, Коулман аранжировал музыку The Doors как скрипичный концерт, посвятив эту работу погибшим во Вьетнамской войне. The Doors Concerto был записан при участии Найджела Кеннеди и выпущен Universal Music.
В 2001 году Джез Коулман по заказу Royal Opera House (Ковент Гарден) написал свою первую полномасштабную оперу «The Marriage at Cana», в основу либретто которой (написанного Лоуренсом Гарднером) была положена гностическая тема отношений Иисуса Христа и Марии Магдалины. Премьера состоялась 9 декабря того же года в Royal Opera House; здесь же демонстрировались полотна Эндрю Джонса, на которых были запечатлены события девятиактного произведения.

## Дискография (соло)
- Minarets And Memories (maxi-single, China Records, 1990)
- Songs From The Victorious City (LP, China Records, 1990)
- Habebe (12", China Records, Polydor 1991)
- Ziggarats Of Cinnamon (Single, TVT Records, 1991)
- Moruroa (Atoll Of The Great Secret) (EP, Ode Records 1995)
- Riders On The Storm : The Doors Concerto (Decca, 2000)
- Proměny (2001)[7]